# Mia Leche Löfgren

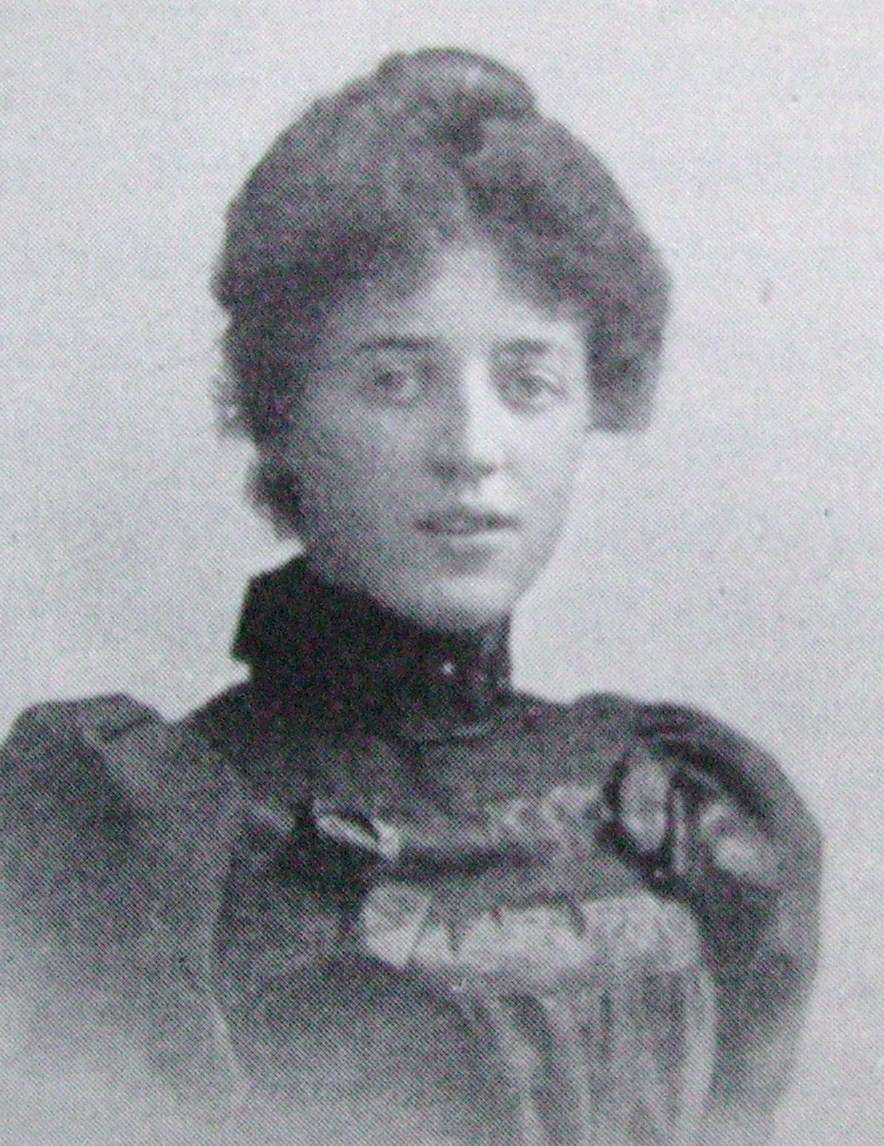
Mia Leche Löfgren

Ebba Maria Lovisa (Mia) Leche Löfgren (Aussprache [ˌmiːa ˈlɛkːə ˈløːvgreːn], geborene Leche; * 10. Oktober 1878 in Lund; † 8. August 1966 in Stockholm) war eine schwedische Schriftstellerin und Pazifistin.
Sie hielt Vorträge in Literaturwissenschaft und Soziologie und war in der Friedensbewegung und Flüchtlingshilfe aktiv. In ihrer Tätigkeit als Schriftstellerin schrieb sie unter anderem über Themen wie das Rote Kreuz, den Völkerbund und Ellen Key. 1950 erhielt sie für ihre ehrenamtliche Tätigkeit den Illis-Quorum-Orden der schwedischen Regierung.
Löfgren war die Tochter des schwedischen Zoologen und Professor Wilhelm Leche und die Schwester des schwedischen Architekten und Stadtplaner Gunnar Leche.

## Werke
- Så var det då 1900-1940 (1941)